# East End Park

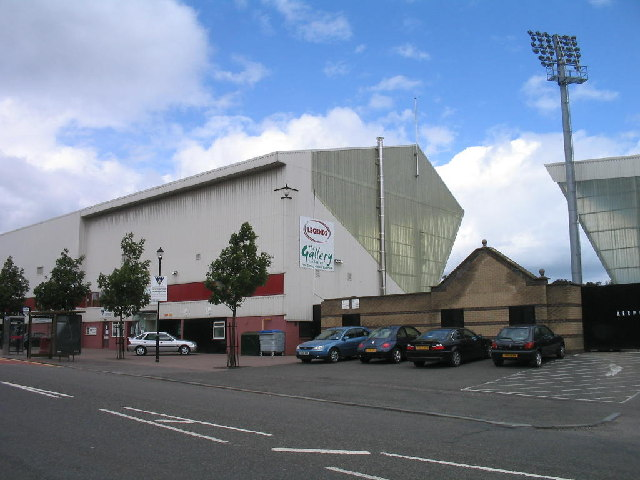
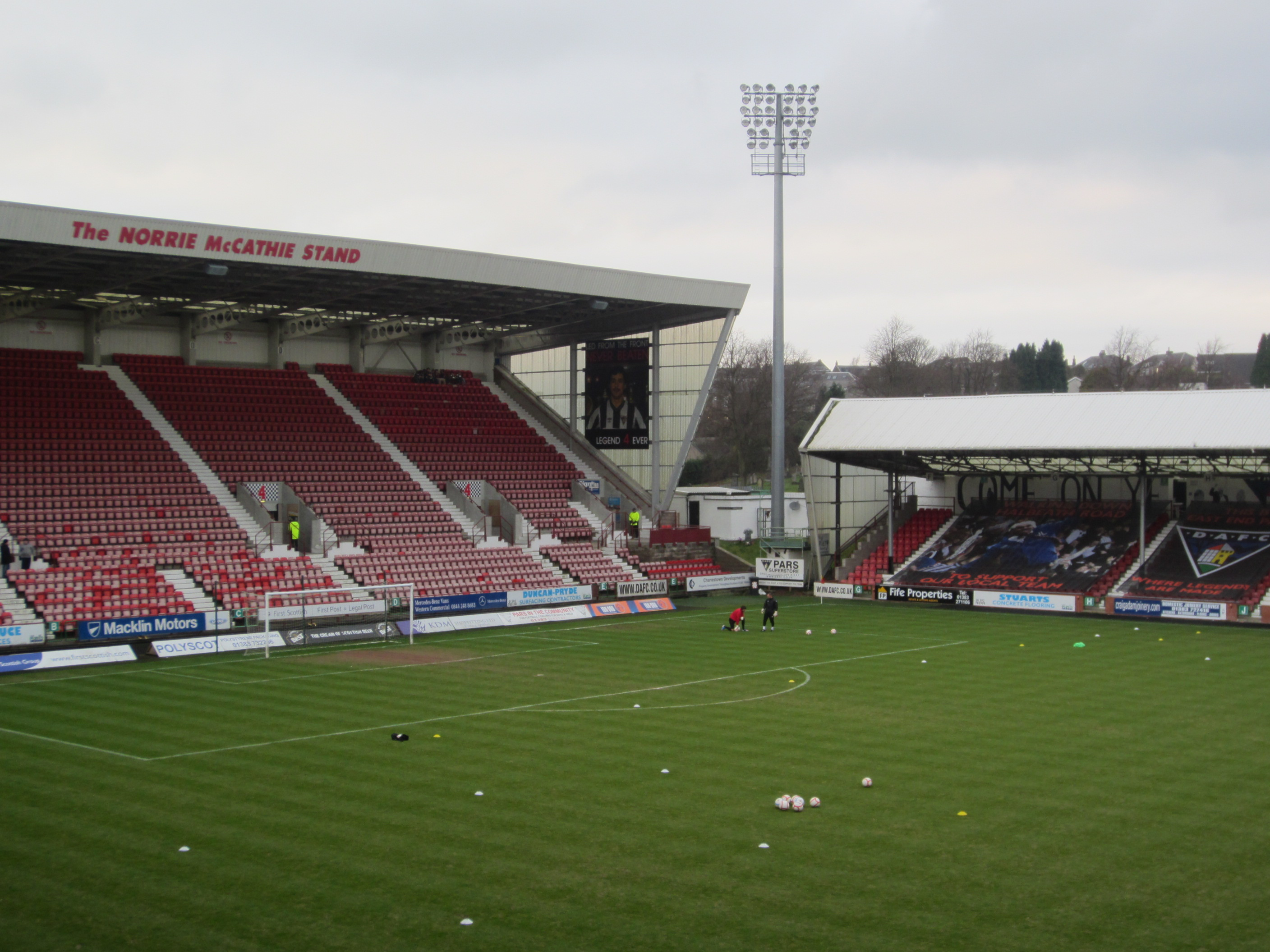

El East End Park es un estadio de fútbol ubicado en la ciudad de Dunfermline, Fife, Escocia, fue inaugurado en 1885 lo que lo convierte en uno de los estadios más antiguos del país, posee una capacidad para 11 480 espectadores, el estadio es propiedad del club Dunfermline Athletic que disputa la Scottish Premiership.
El estadio original databa desde 1885, mismo año de la fundación del club Dunfermline Athletic, y estaba localizado ligeramente al oeste del actual. En 1920, el Consejo de Administración del club compró 3 acres (12 000 m²) de terrenos pertenecientes al Ferrocarril del Norte británico, para diseñar y construir un nuevo edificio. El recinto contaba en ese instante solo con tribunas de madera y una capacidad aproximada para 16 000 personas. En la década de 1930 los efectos de la Gran Depresión obligó al estadio a ser utilizado también para carreras de galgos, esta actividad y otras ayudaron a mantener el club a flote.